# Alsenbrücke (Berlin-Wannsee)
Die Alsenbrücke liegt im Berliner Ortsteil Wannsee im Bezirk Steglitz-Zehlendorf im Verlauf der Kohlhasenbrücker Straße. Sie verbindet Wannsee mit der Ortslage Kohlhasenbrück.

## Geschichte
Im Jahr 1906 wurde die Brücke im Jugendstil gestaltet. Sie wurde von der Wasserstraßenverwaltung beim Bau des Prinz-Friedrich-Leopold-Kanals (Griebnitzkanal), der hier den Stölpchen- und Pohlesee verbindet, erbaut.
Von 1995 bis 1998 erfolgte für rund 6,1 Millionen Mark durch Schälerbau Berlin im Auftrag der Senatsverwaltung für Bau- und Wohnungswesen die Kompletterneuerung der Brücke. Dies war erforderlich, da die alte Brücke lediglich eine Spur besaß, die mit Signalanlage den Verkehr regelte, und damit die einzige Verbindung nach Kohlhasenbrück, Steinstücken und Potsdam stark einschränkte.
Die Alsenbrücke ist als Balkenbrücke und Stahlbrücke konstruiert, mit jeweils einer Richtungsfahrbahnen für den Straßenverkehr, einem Fuß- und Radweg. Das Erscheinungsbild der neuen Brücke orientierte sich an der alten Brücke, wobei das Geländer mit den gusseisernen Straßenlaternen (Schinkelleuchten) übernommen wurde. Die Brückenpfeiler der alten Brücke wurde überarbeitet und ebenfalls so weit wie möglich für den Brückenneubau genutzt.
Die Fahrbahn der neuen Brücke ist 7,00 Meter breit. Gehwege, einschließlich der Radfahrer- und Schutzstreifen, wurden jeweils 4,10 Meter breit angelegt. Die Brückenteile, bestehend aus sechs Einzelteilen mit einem Gesamtgewicht von 151,0 Tonnen, wurden in Frankfurt/Oder gefertigt und mittels Schwerlasttransportern zur Brückenbaustelle transportiert und Anfang November 1996 mit zwei Kränen montiert. Der östliche Fußweg wurde später nach dem Zusammenbau der Einzelteile der Fahrbahn ohne Verkehrsbehinderung angebaut.
Die Alsenbrücke wurde nach der Colonie Alsen benannt, die sie mit der damaligen Kolonie Neubabelsberg verbunden hat.